# Paul Voyeux
Paul Voyeux, né le 11 avril 1884, mort en mai 1968, est un footballeur international français actif dans les années 1910 et évoluant au poste d'ailier droit. Il participe également à la Première Guerre mondiale en tant qu’interprète dans la Division britannique. Il reçoit la Croix de guerre française et la Médaille militaire britannique portant l'inscription au dos « for bravery in the field » (« pour bravoure sur le champ de bataille »). Il a  deux fils avec son épouse Madeleine.

## Carrière
Paul Voyeux évolue dans le club de l'Olympique lillois pendant la saison 1912-1913, avec lequel il remporte le groupe Nord du Championnat de France de football USFSA 1913.
Il est aussi appelé en équipe de France de football en 1913. Il participe à la victoire à domicile de la France 8 à 0 contre la sélection du Luxembourg le 20 avril devant 3 000 spectateurs, en adressant deux passes décisives à André Poullain et Eugène Maës.

## Palmarès
- Championnat de France de football USFSA
  - Vainqueur du groupe Nord en 1913